# Jean-Christophe Rufin

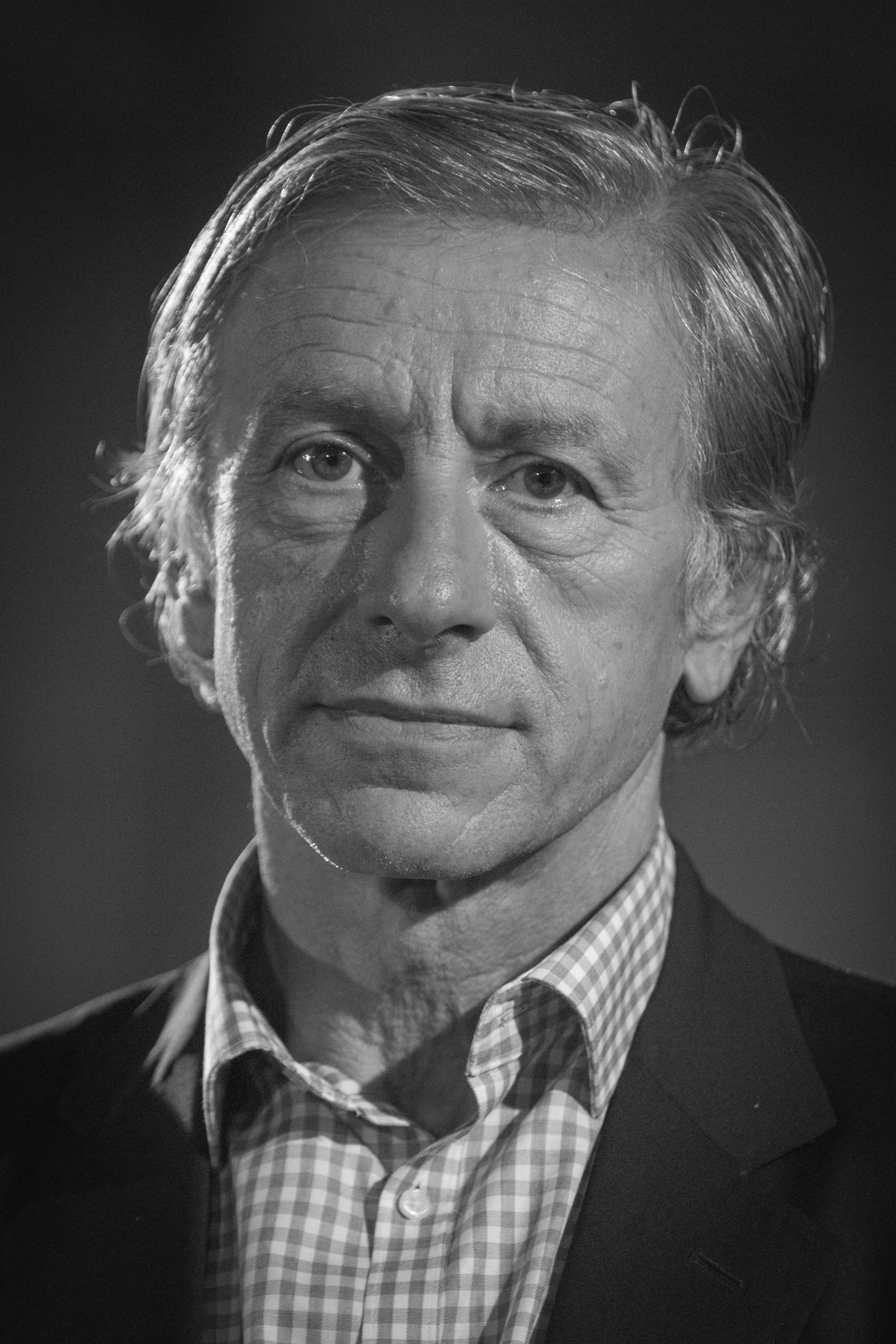
Jean-Christophe Rufin, Oktober 2013

Jean-Christophe Rufin (* 28. Juni 1952 in Bourges, Frankreich) ist ein französischer Arzt, Reisender, Diplomat, Schriftsteller und humanitärer Aktivist.

## Leben und Werk

### Kindheit und Jugend
Da Rufins Vater die Familie schon früh verlassen hatte und die Mutter als Journalistin in Paris ihren Lebensunterhalt verdienen musste, wuchs er bei seinen Großeltern auf. Der Großvater hatte als Arzt am Ersten Weltkrieg teilgenommen. 1940, während der Besetzung Frankreichs durch deutsche Truppen im Zweiten Weltkrieg, wurde er für zwei Jahre ins KZ Buchenwald deportiert, weil er Mitglieder der Résistance in seinem Haus in Bourges versteckt hatte.
Nach Beendigung seiner Schulzeit studierte Rufin in Paris einerseits an der Pitié-Salpêtrière Medizin und außerdem am Institut d’études politiques, einer der renommierten Grandes Écoles Frankreichs. Als junger Arzt arbeitete er sodann am Hôpital Rothschild. Obwohl er sich auf Neurologie spezialisiert hatte, praktizierte Rufin in der gynäkologischen Abteilung. 1976 leistete er in Tunesien seinen Militärdienst.

### Medizinische Laufbahn
Nach seiner fachärztlichen Weiterbildung am „Internat des hôpitaux de Paris“ (1975–1981) arbeitet er an verschiedenen Pariser Krankenhäusern, teils in leitender Funktion, teils in der zentralen Krankenhausverwaltung.
Rufin war eine Zeit lang Vizepräsident der französischen Sektion von Ärzte ohne Grenzen. Im Jahre 2005 wurde er Präsident der Menschenrechts-Gesellschaft Action Contre la Faim.

### Literarische Laufbahn

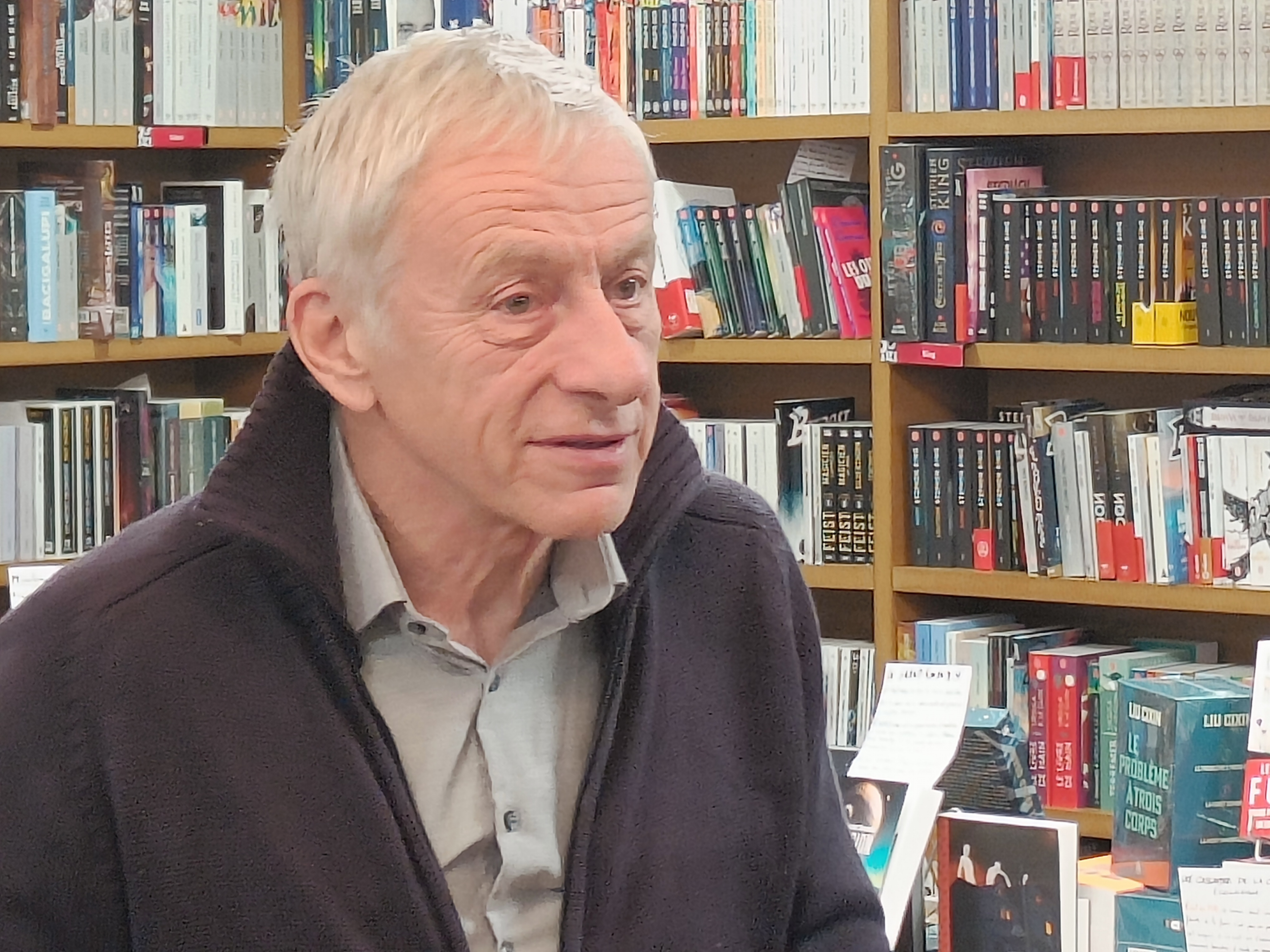
Jean-Christophe Rufin in Vincennes, december 2024.

In seinen Romanen thematisiert Rufin unter anderem drängende zeitgenössische Problematiken in Umweltschutz und Dritter Welt. Rouge Brésil war ein Roman über eine fiktive, historisch mögliche Eroberung Brasiliens durch Frankreich im 16. Jahrhundert, Globalia nähert sich dem Thema der Dritten Welt als Science-Fiction-Roman, in 100 Stunden verpackt Rufin sein Grundthema in einem Öko-Thriller. Der Roman Les Sept Mariages d'Edgar et de Ludmilla beruht auf biographischen Erfahrungen. Der Autor hat sich selbst zweimal von seiner Frau, Azeb Gebreyes Rufin, scheiden lassen und sie dreimal geheiratet.

## Politik und Diplomatie
2003 wurde Rufin vom damaligen französischen Innenminister Dominique de Villepin beauftragt, eine Studie über Antisemitismus in Frankreich zu verfassen. Der Rufin-Report wurde am 19. Oktober 2004 vorgelegt. 2007 ging Rufin als französischer Botschafter in Senegal nach Dakar. Zugleich war er auch als Botschafter in Gambia akkreditiert. Zum 30. Juni 2010 quittierte er den diplomatischen Dienst.
Die Académie française wählte ihn im Juni 2008 zu ihrem Mitglied. Der seinerzeit 55-Jährige war zu diesem Zeitpunkt das jüngste Akademie-Mitglied.

## Auszeichnungen
- 1997 Prix Goncourt du premier roman und Prix Méditerranée
- 1999 Prix littéraire de l’armée de Terre – Erwan Bergot und Prix Interallié
- 2001 Prix Goncourt
- 2002 Ehrendoktorwürde der Universität Laval[3]
- 2003 Ritter der Ehrenlegion
- 2013 Offizier der Ehrenlegion
- Ordre des Arts et des Lettres
- Ordre national du Lion
- 2018 korrespondierendes Mitglied der Academia Brasileira de Letras
- 2021 Benennung eines Asteroiden nach ihm: (345972) Rufin

## Werke
Jean-Christophe Rufin hat mehrere teilweise mit literarischen Preisen ausgezeichnete Romane und Essaybände veröffentlicht:

### Romane
- L’Abyssin, 1997 (deutsch: Der Abessinier, Ü: Claudia Steinitz), Roman, ausgezeichnet mit dem Prix Goncourt du premier roman und dem Prix Méditerranée
- Sauver Isphahan, 1998 (deutsch: Die Tochter des Abessiniers, Ü: Claudia Steinitz), Roman
- Les Causes perdues, 1999, Roman, ausgezeichnet mit dem Prix Interallié und dem Prix littéraire de l’armée de Terre – Erwan Bergot (deutsch: Tage in Asmara, Ü: Claudia Steinitz)
- Rouge Brésil, 2001, Roman, ausgezeichnet mit dem Prix Goncourt
- Globalia, 2004, Roman, (deutsch: Globalia, Ü: Claudia Steinitz)
- La Salamandre, 2005, Roman
- Le Parfum d'Adam, 2007, Roman (deutsch: 100 Stunden, Ü: Brigitte Große und Claudia Steinitz)
- Katiba, 2010, Roman (deutsch: Zwischen zwei Fronten, Ü: Anne L. Braun)
- Sept Histoires qui reviennent de loin - nouvelles (Gallimard, 2011)
- Le Grand Cœur - roman (Gallimard, 2012) (deutsch: Der Schatzmeister des Königs, Ü: Nathalie Lemmens)
- Le Collier rouge - (Gallimard, 2014), Roman, (deutsch: Das rote Halsband, Ü: Nathalie Lemmens)[4], ausgezeichnet mit dem Prix Maurice Genevoix
- Check-point (Gallimard, 2015)
- Le tour du monde du roi Zibeline (Gallimard, 2017)
- Le Suspendu de Conakry (Flammarion, 2018) (deutsch: Der Gehängte von Conakry: Ein Fall für den Konsul, Ü: Barbara Reitz, Eliane Hagedorn).[5] Vorlesung in München am 15. Dezember 2022.[6]
- Les Trois Femmes du Consul (Flammarion, 2019)
- Les Sept Mariages d'Edgar et de Ludmilla (Gallimard, 2019)
- Le Flambeur de la Caspienne (Flammarion, 2020)
- Les Flammes de Pierre (Gallimard, 2021). Spielt hauptsächlich in Chamonix und im Gebiet des Mont-Blanc.
- La princesse au petit moi (Flammarion, 2021)
- Notre otage à Acapulco (Flammarion, 2022)

### Essays
- Le piège humanitaire 1986,
- L’Empire et les nouveaux barbares 1991 (deutsch: Das Reich und die neuen Barbaren),
- La dictature libérale 1994 (deutsch: Die Diktatur des Liberalismus), *L’Aventure humanitaire, Reihe Découvertes Gallimard (nº 226), 1994.
- Zusammen mit Francois Jean: Économie des guerres civiles 1996 (deutsch: Ökonomie der Bürgerkriege).
- Zusammen mit Arnaud de la Grange und Jean-Marie Balencie: Mondes rebelles 1996.
- Immortelle Randonnée. Compostelle malgré moi - Prix Pierre Loti 2014 (Éditions Guérin, 2013) (deutsch: Nichts gesucht. Alles gefunden. Meine Reise auf dem Jakobsweg, Ü: Ralf Pannowitsch).
- Discours de réception d’Amin Maalouf à l'Académie française et réponse de Jean-Christophe Rufin (Grasset, 2014).